# Country Star
Country Star è un singolo del cantautore statunitense Pat Green, pubblicato il 28 febbraio 2009 come secondo estratto dal quinto album in studio What I'm For.